# Politecnico del Mediterraneo
Il Politecnico del Mediterraneo è stato un progetto di nuovo polo universitario che sarebbe dovuto nascere grazie all'unione e alla compartecipazione delle quattro università della Sicilia.

## Storia
Quello del Politecnico del Mediterraneo fu un progetto del quale si iniziò a parlare dal 1930, ma i primi veri passi in tal senso iniziarono nel 1999 con le prime collaborazioni interfacoltà. L'inaugurazione dell'istituto avvenne nel 2008 con l'apertura delle iscrizioni al primo anno accademico. Il Politecnico era formato dall'Università di Palermo, l'Università di Catania, l'Università di Messina e l'Università Kore di Enna sotto la spinta e il finanziamento della Regione Siciliana. Era rivolto principalmente agli studenti già provvisti di una laurea (bachelor) provenienti dai paesi che si affacciano sul Mediterraneo ed in generale agli studenti dell'Unione europea.
Il progetto del Politecnico venne abbandonato nel 2008.

## Corsi di laurea
Nell'anno accademico 2008/2009 vennero attivati i primi 98 corsi per un totale di 2.500 studenti, nello specifico dottorati di ricerca supportati da borse di studio. Negli anni successivi avrebbero dovuto essere attivati corsi di laurea magistrale biennali e master sia di primo che di secondo livello. Tutti i corsi avrebbero potuto essere seguiti in italiano, inglese e francese.

## Sedi
Le sedi dei corsi erano quelle messe a disposizione dalle stesse facoltà che hanno formato il politecnico. Le strutture ad uso esclusivo dell'istituto sono ancora in costruzione: tra queste troviamo in particolare alloggi per gli studenti e aule per la ricerca. Al 2007 in totale erano disponibili 50 diverse sedi, 62 laboratori e 45 biblioteche.